# Willem de Kwaadsteniet
Willem de Kwaadsteniet (Rotterdam, 5 oktober 1928 – aldaar, 10 november 1989) was een Nederlands politicus. Hij was van 1973 tot 1989 Tweede Kamerlid; eerst voor de ARP en later het CDA. Eerder was hij lid van de Rijnmondraad.
- Biografisch Portaal: 89733242
- Parlement.com: vg09llf0tjxr